# Дэниел Брайан
Бра́йан Ллойд Дэ́ниелсон (англ. Bryan Lloyd Danielson; род. 22 мая 1981, Абердин, Вашингтон) — американский рестлер, в настоящее время выступающий в All Elite Wrestling (AEW). Он также известен по своей работе в WWE, где он выступал с 2009 по 2021 год под именем Дэ́ниел Бра́йан.
Дэниелсон начал свою карьеру рестлера в 1999 году на независимой сцене, а в 2000 году подписал 18-месячный контракт с World Wrestling Federation (WWF, ныне WWE); впоследствии он выступал в WWE без контракта до 2003 года. В 2002 году он подписал контракт с Ring of Honor (ROH) и выступил в главном событии первого турнира промоушена The Era of Honor Begins. Считаясь главной опорой ROH, он проработал в компании до 2009 года и за свою карьеру выиграл по одному разу титул чемпиона мира ROH и титул чистого чемпиона ROH, а также стал первым в истории победителем ежегодного турнира Survival of the Fittest. Благодаря своему вкладу в ROH, он был включен в первый состав Зала славы ROH в 2022 году.
Дэниелсон также много выступал в Японии, выиграв титул чемпиона GHC в полутяжелом весе в Pro Wrestling Noah и титул командного чемпиона IWGP в полутяжёлом весе (с Карри Меном) в New Japan Pro-Wrestling (NJPW). Дэниелсон также завоевал множество титулов в независимом рестлинге, включая два титула чемпиона мира PWG и по одному разу чемпиона мира в тяжелом весе FIP и чемпиона мира в тяжелом весе wXw.
В 2009 году Дэниелсон снова подписал контракт с WWE, но в 2010 году был уволен на три месяца. После возвращения он четыре раза выигрывал титул чемпиона WWE, один раз — титул чемпиона мира в тяжелом весе, по одному разу — титулы чемпиона Соединённых Штатов WWE и интерконтинентального чемпиона WWE. Дэниелсон также выиграл командное чемпионство WWE в составе команды Hell No (с Кейном) и командное чемпионство WWE SmackDown (с Эриком Роуэном), став 26-м чемпионом Тройной короны и 15-м чемпионом Большого шлема в WWE. Он также победил в матче Money in the Bank в 2011 году, стал cуперзвездой года на церемонии Slammy Awards в 2013 году и возглавлял несколько крупных шоу WWE, включая главное событие WrestleMania, в 2014 и 2021 годах.
Дэниелсон ушел из рестлинга в 2016 году из-за травм, полученных в результате многочисленных сотрясений, которые привели к эпилептический приступам и поражению мозга. Затем он стал работать в WWE не на ринге, а в качестве экранного генерального менеджера SmackDown. Он оставался в этой роли до 2018 года, когда врачи неожиданно разрешили ему вернуться к участию в матчах на ринге. После истечения контракта с WWE в мае 2021 года Дэниелсон подписал контракт с AEW и дебютировал в сентябре того же года.

## Карьера в рестлинге

### All Elite Wrestling (2021—н.в.)
5 сентября 2021 года Брайан дебютировал в All Elite Wrestling (AEW) на шоу All Out, сразившись с «Элитой» (Кенни Омега, Янг Бакс, Доком Галлоусом и Карлом Андерсоном) и Адамом Коулом, который также дебютировал в AEW за несколько минут до Брайана
В течение первых трех месяцев работы в AEW Дэниелсон отметился серией выдающихся матчей, два из которых получили высокую оценку пять звезд от Wrestling Observer: матч за Чемпионство AEW против Кенни Омеге на Dynamite «Grand Slam» 22 сентября, и другой матч за титул Чемпиона All Elite Wrestling против Эдама Пэйджа на Dynamite «Winter is Coming» 13 декабря.
В сентябре 2022 года Дэниелсон принял участие в турнире за Чемпинство AEW. В первом раунде он победил бывшего Чемпиона Эдама Пэйджа, а в полуфинале — другого бывшего Чемпиона Криса Джерико, выйдя в финал, где его ожидал матч против ещё одного экс-обладателя титула Джона Моксли
9 сентября 2023 года на шоу Collision Дэниелсон объявлял, что 2024 будет его последним годом в рестлинге, вслед за чем он проиграл ряд матчей. Но летом 2024 года Брайан Дэниелсон выиграл турнир Фонда Оуэна Харта, поочередно победив Шинго Такаги на Forbidden Door, ПАКа 3 июля на Dynamite, а затем Эдама Пэйджа в финале на Dynamite 10 июля и как итог получив право на матч за Чемпионство Мира AEW на All In (2024). До того Брайан провел три безуспешных матча за главное чемпионство. 17 июля на шоу Dynamite Брайан Дэниелсон рассказал, о том, что, лишь выиграв, осознал, что ценит рестлинг выше, чем семью. 31 июля на Dynamite Дэниелсон объявил, что если не сможет победить Чемпиона Шейна Стрикленда, он больше никогда не вернется на ринг, что добавило на кон в матче его карьеру. На All In присутствовали его жена Бри Дэниелсон и дети, и в их присутствии Брайан одержал победу, выиграв свое первое чемпионство в AEW и первый мировой титул с 2019 года.

## Личная жизнь
11 апреля 2014 года Дэниелсон женился на коллеге-рестлере WWE Бри Белле, с которой он начал встречаться за три года до этого. 6 апреля 2016 года, почти через два месяца после ухода Дэниелсона из рестлинга, Белла также ушла из рестлинга, чтобы создать с ним семью. У них двое детей.

## В рестлинге

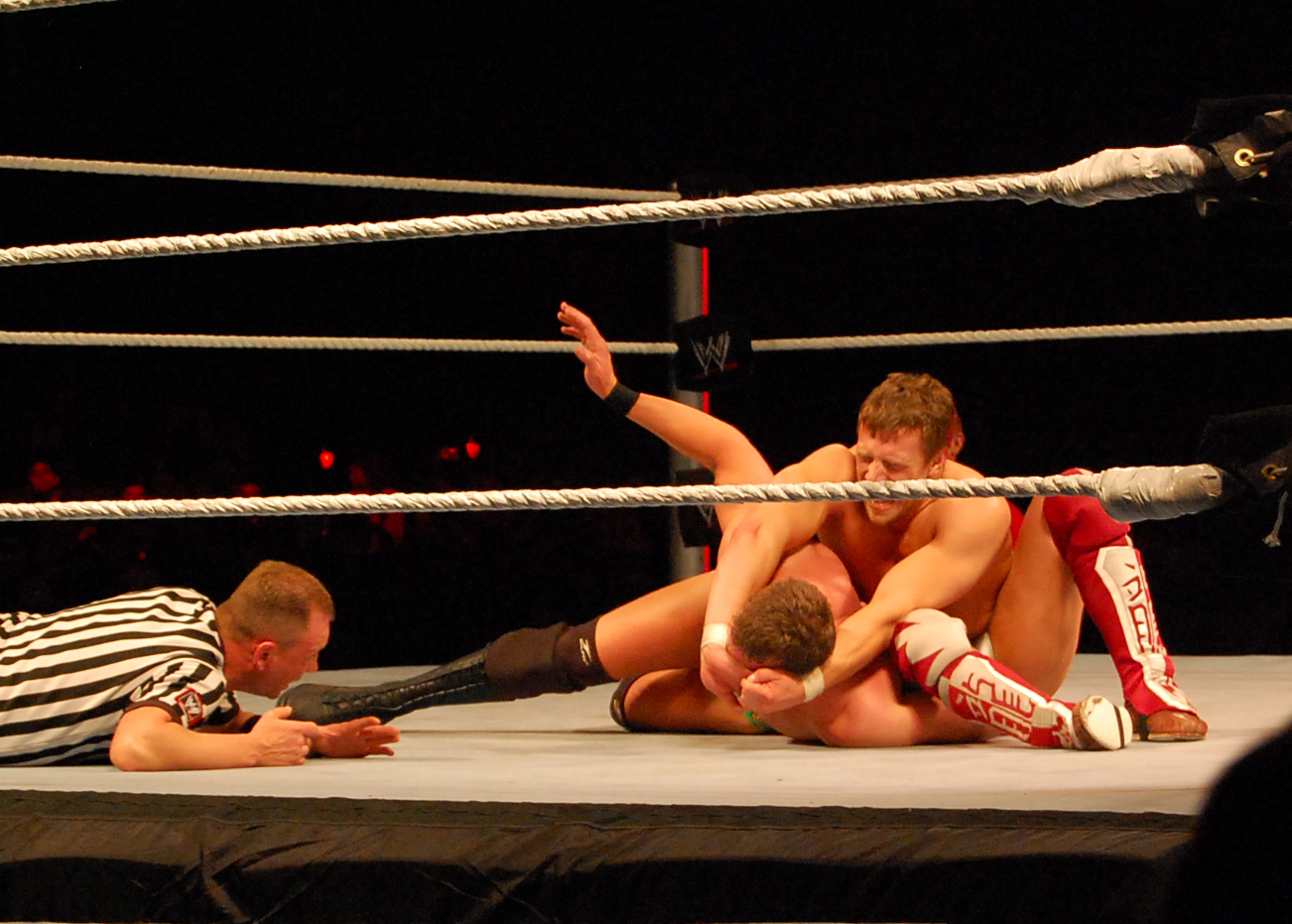
Дэниелсон проводит LeBell Lock Теду ДиБиаси-мл.

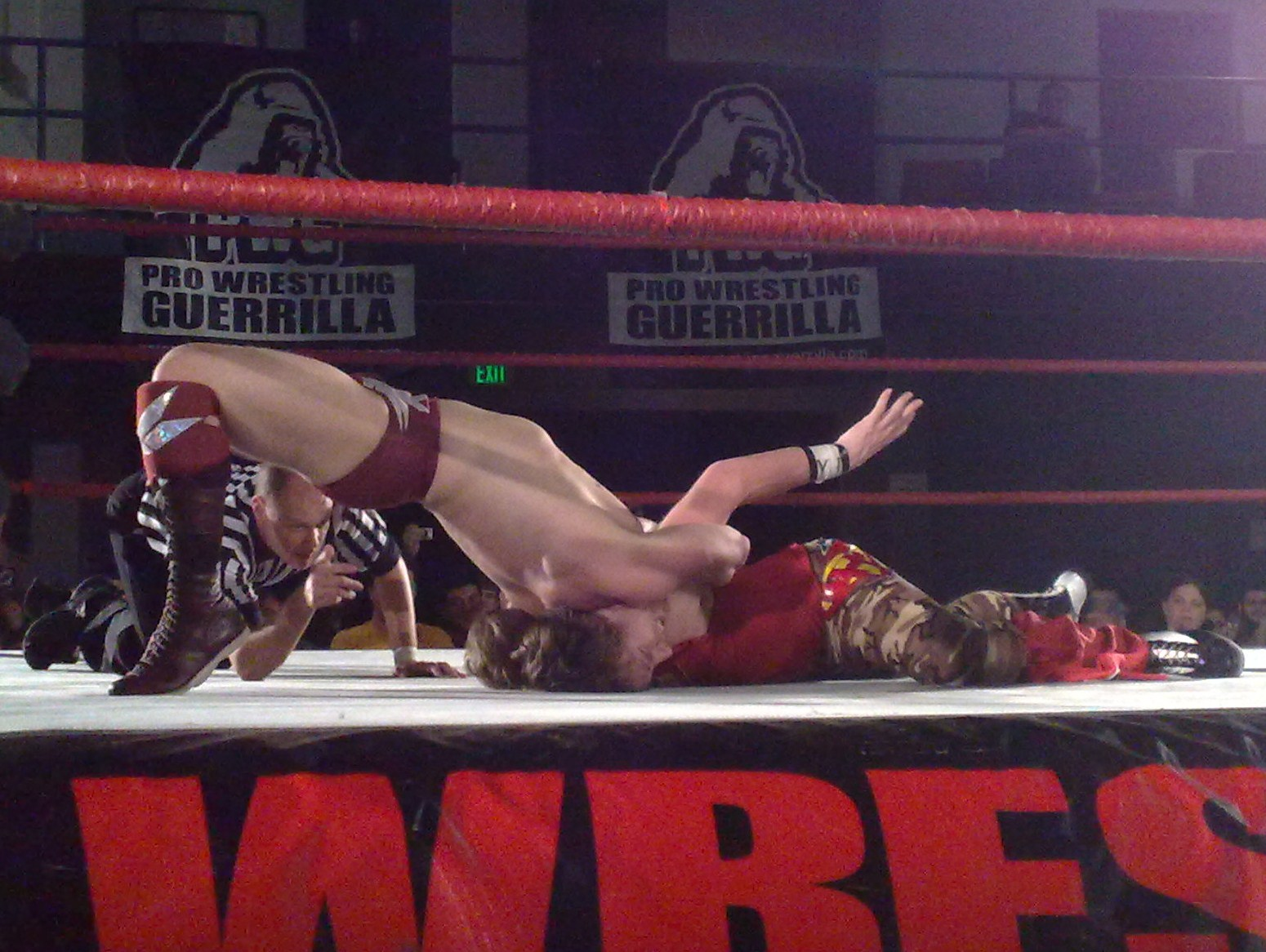
Дэниелсон проводит Cattle Mutilation Крису Хиро

Дэниелсон проводит Удары "Yes" Трипл Эйчу

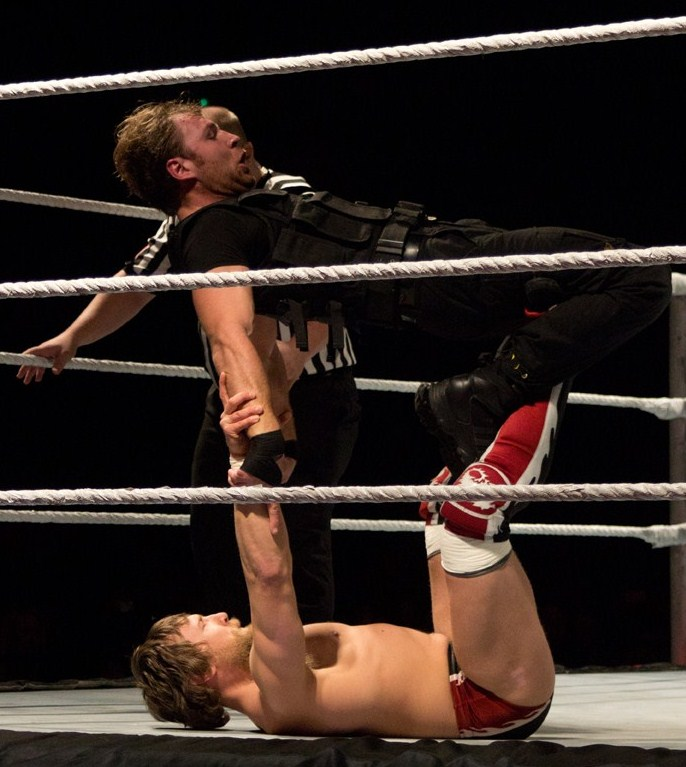
Брайан выполняет Surfboard на Эмброузе.

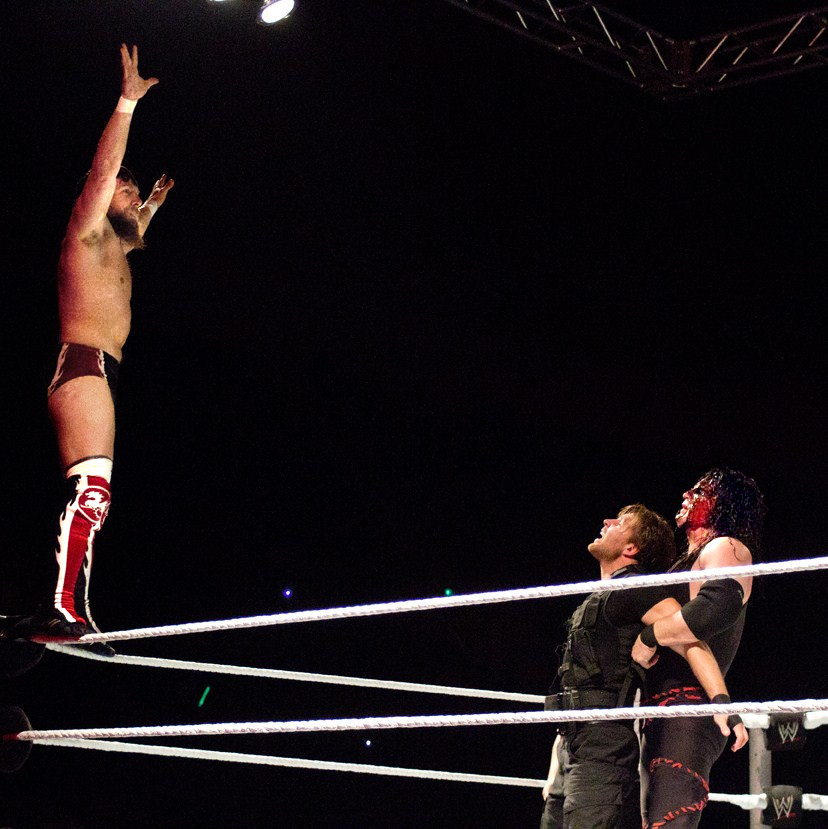
Брайан готовится выполнит дроуп-кик на Эмброузе.

### Приёмы
- Завершающие приёмы
  - Как Брайан Дэниелсон
    - Cattle Mutilation[20][21][22]
    - Crossface chickenwing[23]
    - Double wrist clutch, repeated stomps to face and head to a grounded opponent[24]
    - Драконий суплекс (англ. Dragon suplex)[20]
    - Захват ЛеБелла[25] — 2010
    - Regal-Plex[21]
    - Small package[22]
    - Треугольник[22][23]

  - Как Дэниел Брайан
    - Гильотина[26][27][28] — (2011)
    - Захват Лебелла / Захват «Да» / Захват «Нет!» (Кроссфейс-омоплата)[29][30][31] (Omoplata crossface)[32][33][34][35]
    - Удар коленом с разбега (2013 — наст. время)
- Коронные приёмы
  - Airplane spin[20]
  - Arm Stunner
  - Arm Trap Elbow Strikes
  - Avalanche Huricanrana
  - Back Superplex
  - Danielson Special[36]
  - Передний дропкик в прыжке
  - Diving headbutt[20]
  - Удар высоко поднятой ногой в прыжке (через канаты)
  - Дропкик
  - Dragon Leg Whip
  - Dragon Sleper
  - European uppercut[36]
  - Half Hatch Suplex
  - Kithen Sink
  - Indian deathlock[20]
  - Low Angle Roundhouse Kick
  - Живот к спине[20]
  - Рычащий локоть[20]
  - Roundhouse Kick
  - Атака локтем с разбега
  - Single Leg Crab
  - Удары «Да»
  - Дропкик с разбегом из угла
  - Hesitation Dropkick
  - Release German Suplex
  - Паучий суплекс
  - Rope Assisted Punt Kick
  - Spinal Tap
  - Surfboard

### Прозвища
- «The American Dragon»[20]
- «The Goat Face»
- «The American Dolphin» (Pro Wrestling Guerrilla)[37]
- «The Best Wrestler in the World»[20][38]
- «The Dagger»[20]
  - «The Master of the Small Package»[20]
- «The Submission Specialist»[39]
- «Mr. Money in the Bank»[40]
- «The Dazzler»[20][41]
- «The „Yes“[42]/„No“[43] man»
- «King of Beards»[41]
- «The Flying Goat»[44][45]

### Менеджеры
- Дэйв Празак[46]
- Миз[47]
- Близняшки Белла[48]
- Гейл Ким[49]
- Эй Джей[50]
- Брэй Уайатт

### Музыкальные темы
- «Self Esteem» The Offspring[51]
- «Obsession» Animotion[52]
- «The Final Countdown» Europe[53]
- «The Rage» Burnout Paradise[54]
- «Полёт Валькирий» Рихард Вагнер[55]

### Рестлеры, которых тренировал Дэниел Брайан
- Алекс Пэйн[50]
- Эндрю Паттерсон[50]
- Бобби Куэнс[50]
- Дана Ли[50]
- Чирлидер Мелисса[50]
- Кун[50]
- Дэн Маршалл[50]
- Эрни Озирис[50]
- Фермер Джо[50]
- Кафу[50]
- Киллер Джей Матьяс[50]
- Джеймс Чуй[50]
- Рено[50]
- Ретт Тайтус[50]
- Робби Райдер[50]
- Райан Драго[50]
- Сара Дель Рей[50]
- Зодиак[50]

## Титулы и достижения
- All Elite Wrestling
  - Чемпион Мира AEW (1 раз)[1]
  - Owen Hart Cup (2024)

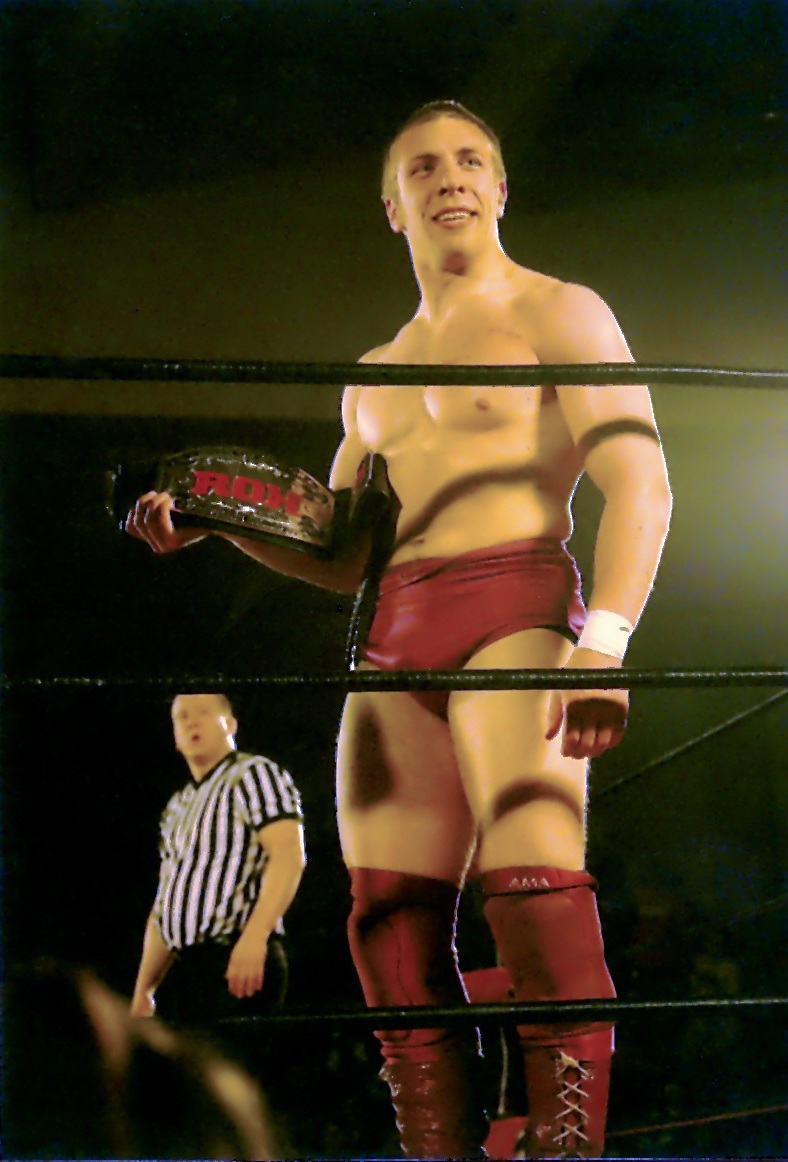
Брайан с титулом мирового чемпиона ROH.

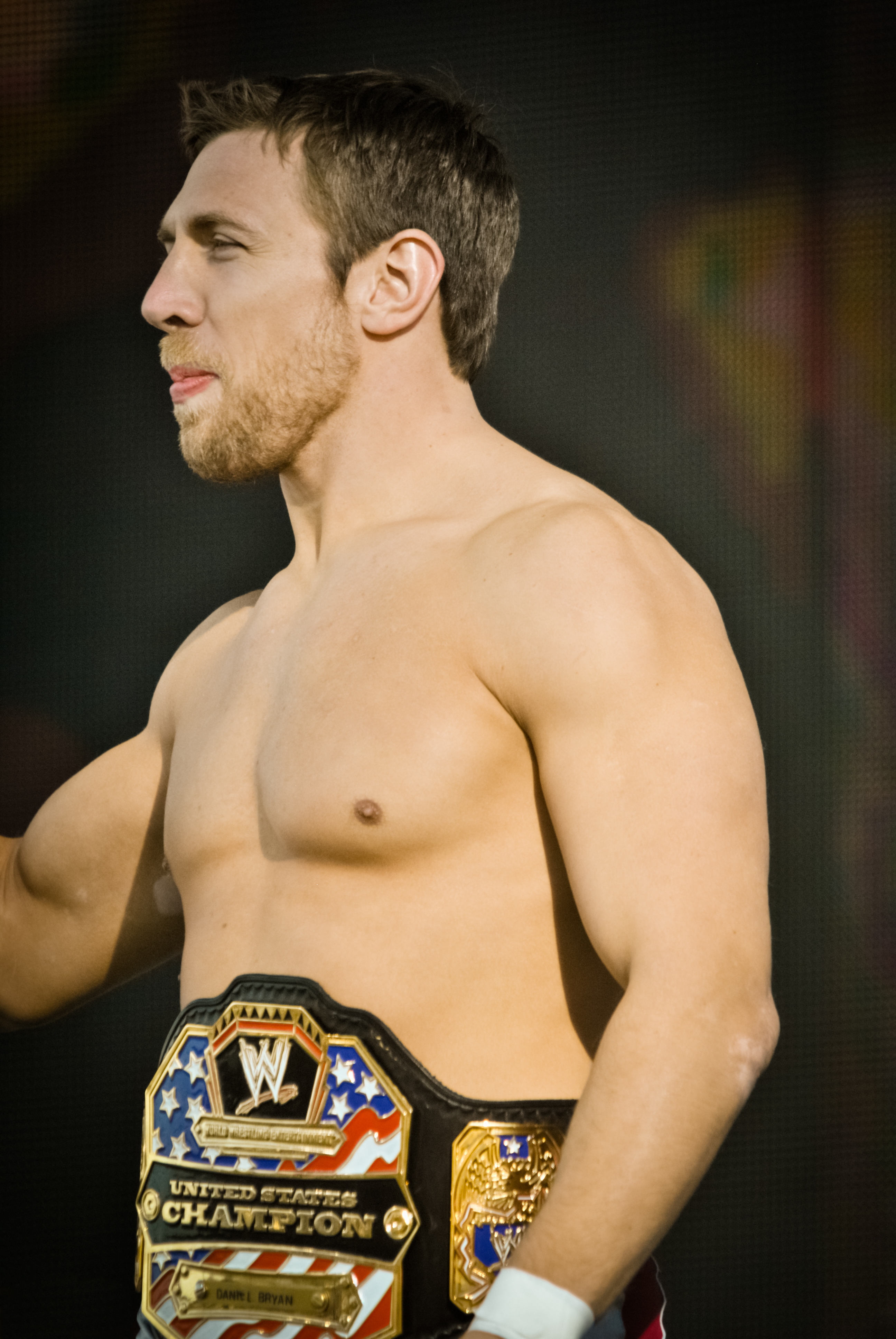
Брайан с титулом чемпиона Соединённых Штатов WWE

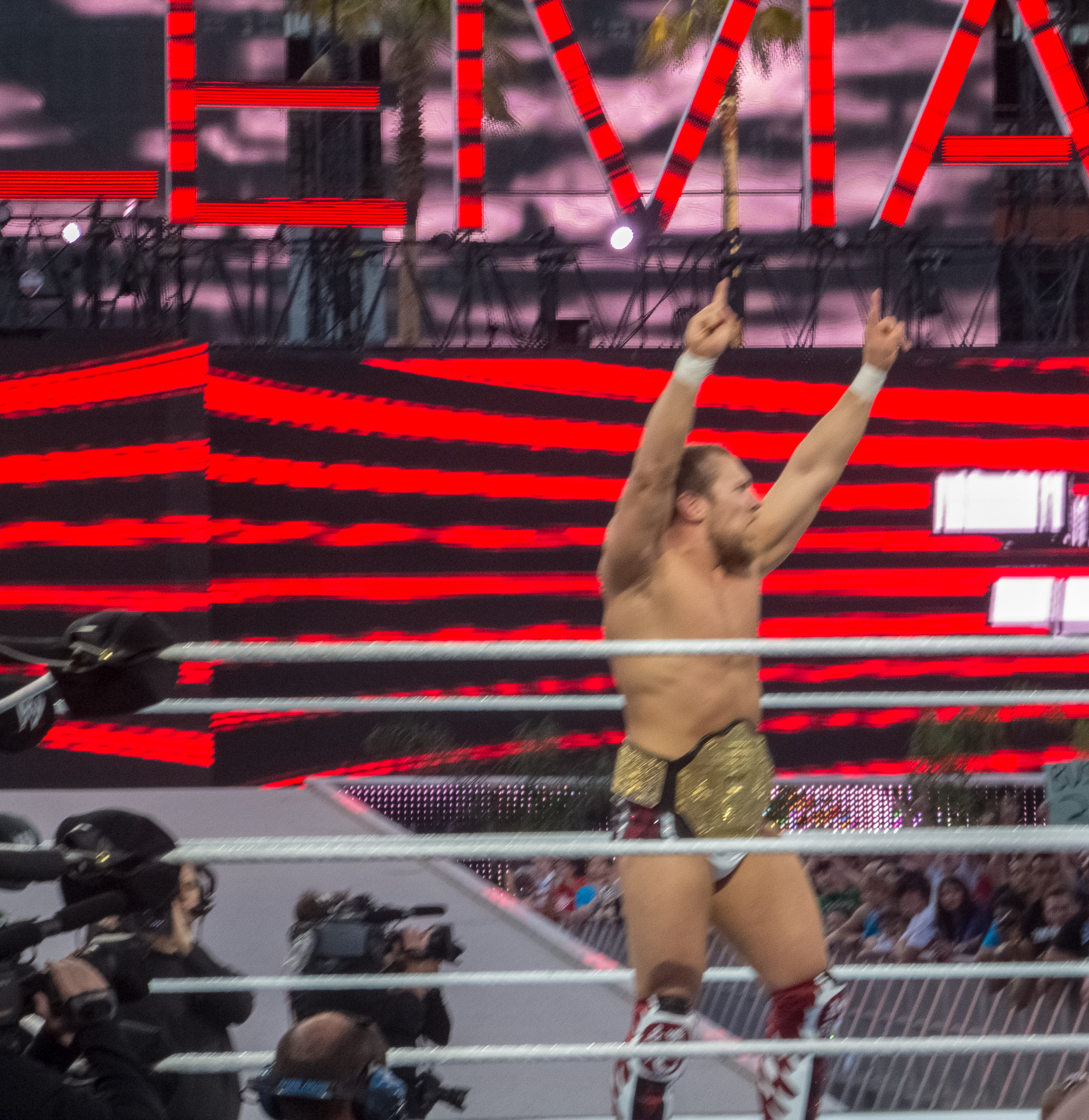
Брайан с титулом чемпиона мира в тяжёлом весе

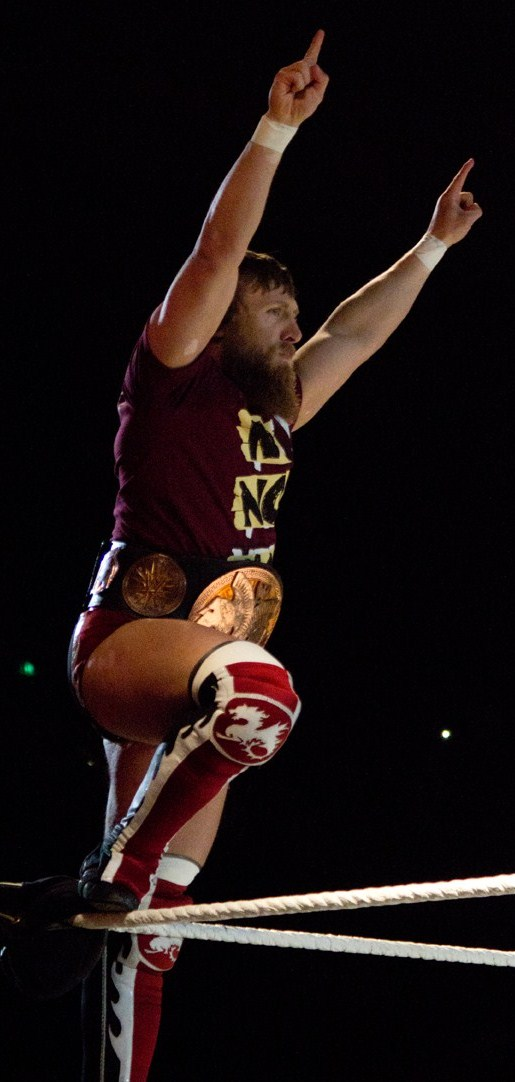
Брайан с титулом командного чемпиона WWE

  - Турнир за претенденство на мировое чемпионство AEW (2021)
  - AEW Dynamite Award
    - Biggest Beatdown (2022) - 60-ти минутный Iron Man матч vs. Адама Пейджа
    - Большой сюрприз (2021) - дебют на All Out (совместно с Адамом Коулом)
- All Pro Wrestling
  - Всемирный интернет-чемпион APW (1 раз)[56]
  - Король инди (2001)[22][57]
- All Star Wrestling
  - Чемпион мира ASW в тяжелом среднем весе (1 раз)[58]
- East Coast Wrestling Association
  - Командный чемпион ECWA (1 раз) — с Лоу Ки
- Extreme Canadian Championship Wrestling
  - Канадский чемпион NWA в полутяжёлом весе (1 раз)[59]
- Full Impact Pro
  - Чемпион FIP в тяжёлом весе (1 раз)[22]
- International Wrestling Association
  - Чемпион Пуэрто-Рико IWA в тяжёлом весе (1 раз)[60]
- Memphis Championship Wrestling
  - Южный чемпион MCW в полутяжёлом весе (1 раз)[58]
  - Южный командный чемпион MCW (1 раз) — со Спанки[58]
- NWA Mid-South
  - Южный чемпион NWA в полутяжёлом весе (1 раз)[61]
- New Japan Pro Wrestling
  - Командный чемпион IWGP в полутяжёлом весе (1 раз)[22] — с Карри Мэном[58]
  - Лучший из американских суперюниоров (2004)[62]
- Pro Wrestling Illustrated
  - Вража года (2013)[63] пр. «Власти»
  - Матч года (2013)[64] vs. Джона Сины на SummerSlam
  - Самый популярный рестлер года (2013)[65]
  - Рестлер года (2013)[66]
  - PWI ставит его под № 1 в списке 500 лучших рестлеров 2014 года
    - № 2 в списке 500 лучших рестлеров 2019 года[67]
- Pro Wrestling Guerrilla
  - Чемпион мира PWG (2 раза)[22][68]
- Pro Wrestling Noah
  - Чемпион GHC в полутяжёлом весе (1 раз)[21][22]
- Pro Wrestling Report
  - Независимый рестлер года (2006)[69]
- Ring of Honor
  - Чистый чемпион ROH (1 раз)[70]
  - Чемпион мира ROH (1 раз)[71]
  - Survival of the Fittest (2004)[22][58]
  - Зал славы ROH (2022)
- Texas Wrestling Alliance
  - Командный чемпион TWA (1 раз) — со Спэнки[58]
- Westside Xtreme Wrestling
  - Чемпион мира в тяжелом весе wXw (1 раз)[72]
  - Ambition 1 (2010)[73]
- World Series Wrestling
  - Чемпион в тяжелом весе WSW (1 раз)[74]
- World Wrestling Entertainment/WWE
  - Чемпион WWE/Чемпион мира в тяжёлом весе WWE (4 раза)
  - Чемпион мира в тяжёлом весе (1 раз)[75]
  - Интерконтинентальный чемпион WWE (1 раз)
  - Чемпион Соединённых Штатов WWE (1 раз)[76][77]
  - Чемпион Большого шлема
  - Мистер «Money in the bank» от SmackDown (2011)[78]
  - Командный чемпион WWE — с Кейном (1 раз)[79]
  - Командный чемпион WWE SmackDown — с Роуэном (1 раз)
  - Двадцать шестой Чемпион тройной короны
  - Slammy Award
    - Уголь в носке (2010) — избиение Майкла Коула в NXT
    - Шокер года (2010) — дебют Нексуса
    - Сюрприз года (2012) — победа Брайана над Биг Шоу и Марком Генри на Royal Rumble
    - Борода года (2012)
    - Твит года (2012) — «Goat face is a horrible insult. My face is practically perfect in every way. In fact, from now on I demand to be called Beautiful Bryan.»
    - Пара года (2013) — вместе с Бри Беллой
    - Фраза года (2013) — Yes!Yes!Yes!
    - Борода Года (2013)
    - Лучшая поддержка фанатов года (2013) — Yes! Yes! Yes!
    - Суперзвезда года (2013)
    - Пара года (2014) — вместе с Бри Беллой
    - Противостояние года (2014) — против The Authority
- Wrestling Observer Newsletter[80]
  - Награда Брайана Дэниелсона / Лучший технический рестлер (2005—2010, 2021—2023)[22][81]
  - Матч года (2007)[22] против Такэси Морисимы 25 августа
  - Самый выдающийся рестлер (2006—2009)[22][81]
  - Самый выдающийся рестлер десятилетия (2000—2009)[82]
  - Зал славы WON (2016)[83]
  - Лучший не-рестлер (2017)
  - Лучший на микрофоне (2018)
  - 5-звёздочный матч (22 сентября 2021) — против Кенни Омеги на шоу AEW Dynamite: Grand Slam 2021[4]
  - 5-звёздочный матч (15 декабря 2021) — против Адама Пейджа на шоу AEW Dynamite: Winter is Coming 2021[5]
  - 5-звёздочный матч (29 мая 2022) — Анархия на Арене 5х5 Боецовский Клуб Блекпул против Общества признательности Джерико на шоу AEW Double or Nothing 2022
  - Матч на 5.75 звёзд (5 марта 2023) — против MJF по правилам Железный Человек на шоу AEW Revolution 2023
  - 5-звёздочный матч (28 мая 2023) — Анархия на Арене 5х5 Боецовский Клуб Блекпул против Элиты на шоу AEW Double or nothing 2023
  - 5-звёздочный матч (3 сентября 2023) — против Рики Старкса с использованием Ремня на AEW All Out 2023
  - Матч на 5.5 звёзд (1 Октабря 2023) — против Зак Сейбр Младшего на Шоу AEW WrestleDream 2023
  - Матч на 5.25 звёзд (4 Января 2024) против Казучика Окада на шоу NJPW Wrestle Kingdom 18
  - Матч на 5.5 звёзд (11 февраля 2024) — против Зак Сейбр Младшего на NJPW New Beginning Osaka 2024
  - Матч на 6.5 звёзд (21 апреля 2024) — против Уилла Оспрея на шоу AEW Dynasty
  - Матч на 5.25 звёзд (25 Августа 2024) — против Свёрв Стрикленда на шоу AEW All In: За мировой титул AEW